# Conflito étnico polaco-bielorrusso

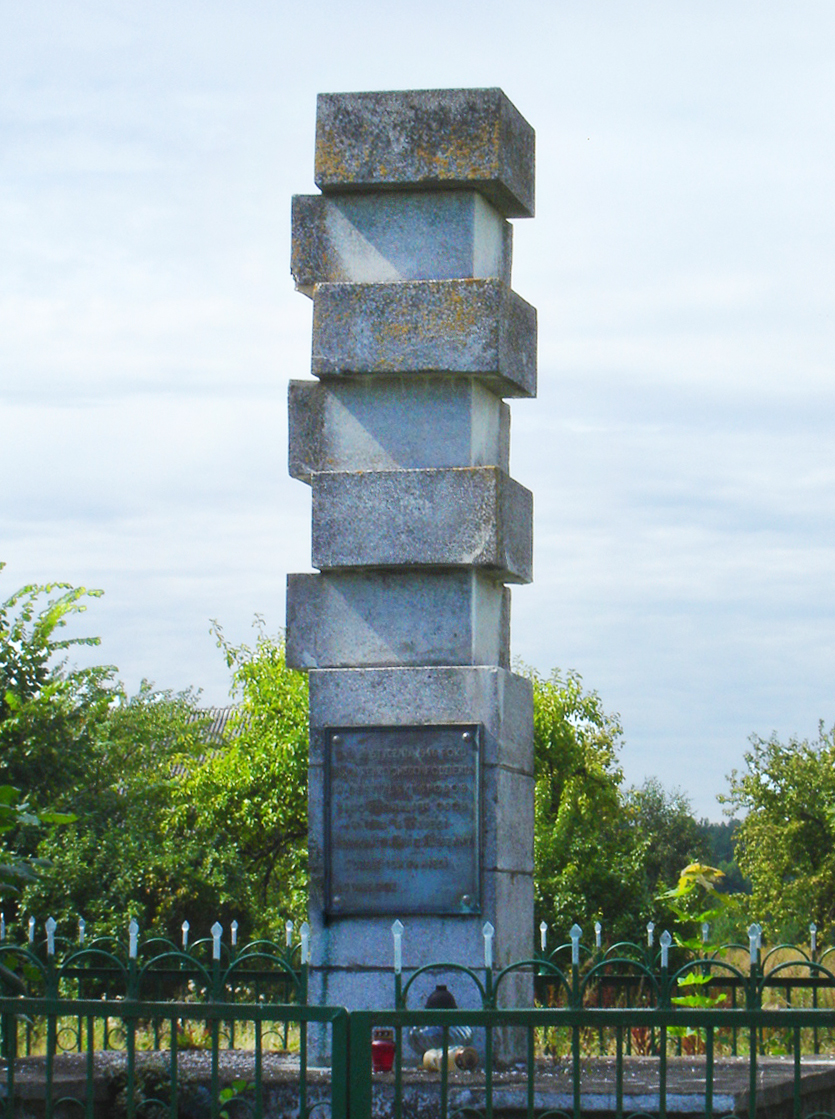
Monumento aos camponeses Bielorrussos mortos por guerrilheiros poloneses. Vila Zalesana.

O conflito étnico polaco-bielorrusso ocorreu no território da Bielorrússia Ocidental, Bialystochchina e Podlyashie. As relações entre bielorrussos e poloneses foram significativamente agravadas em conexão com os eventos da Segunda Guerra Mundial, ou seja, após a campanha polonesa e a adesão de kresy à República Socialista Soviética da Bielorrússia.
Até 1939, nos territórios da Bielorrússia Ocidental, os poloneses realizaram a opressão dos bielorrussos étnicos e sua polonização. Portanto, eles receberam com alegria a adesão à URSS. Os poloneses começaram a ver os bielorrussos como aliados das autoridades soviéticas.
Com o início da invasão soviética na região começou o assassinato de funcionários poloneses e ex-militares. Em Skidel contra o governo polonês a revolta começou pela liderança dos comunistas de Belarusian.
Durante a ocupação alemã, o confronto foi realizado entre as elites nacionalistas. Os nazistas exploraram as diferenças étnicas para seus próprios fins. Na região, duas correntes de resistência se formaram — o pró-comunista bielorrusso e o nacionalista polonês (Armia Krajowa). No entanto, os confrontos não ocorreram. Contudo os guerrilheiros poloneses conduziram a luta ativa com belarusians que apoiaram alemães.
Após a expulsão da Wehrmacht da fronteira bielorrusso-polonesa, o submundo anti-soviético polonês nacionalista procurou devolver a região à polônia. Durante o período de 1944—1950, ele ensinou o auge das ações terroristas dos nacionalistas poloneses. Os bielorrussos foram roubados, atacados e assassinados.
Os últimos destacamentos de guerrilheiros poloneses permaneceram nas florestas de Belarusian até 1954.